# 申渊县
申渊县（越南语：／），又作灘淵縣，是越南莱州省下辖的一个县。面积796.88平方千米，2016年总人口为64610人。

## 地理
申渊县东接老街省文盘县和安沛省木江界县，西接山罗省琼崖县，南接山罗省芒罗县，北接新渊县。

## 历史
2008年10月30日，申渊县以新渊市镇、呼蔑社、芒科社、稔芹社、稔数社、博些社、福科社、斜蔑社、亲属社和中同社1市镇9社析置新渊县。

## 行政区划
申渊县下辖1市镇11社，县莅申渊市镇。
- 申渊市镇（Thị trấn Than Uyên）
- 花那社（Xã Hua Nà）
- 圈温社（Xã Khoen On）
- 芒亢社（Xã Mường Cang）
- 芒金社（Xã Mường Kim）
- 芒蔑社（Xã Mường Mít）
- 芒申社（Xã Mường Than）
- 坡模社（Xã Pha Mu）
- 福滩社（Xã Phúc Than）
- 些嘉社（Xã Ta Gia）
- 斜花社（Xã Tà Hừa）
- 斜蒙社（Xã Tà Mung）